# 오하지
오하지(呉夏枝, 1976년~), 또는 오카무라 나쓰에는 재일 한국인 예술가이다.
옷감과 관련한 분야에서 활동하며,일본에서 태어나 재일 한국인으로 살아가며 개인적인 경험을 바탕으로 사회적, 역사적 맥락 내에서 재일 정체성의 표현을 돕기 위해 자신의 예술 활동을 이어간다고 밝혔다.

## 같이 보기
- 한복
- 기모노